# Gnophos orthogonia
Gnophos orthogonia là một loài bướm đêm trong họ Geometridae.